# F-35 Lightning II

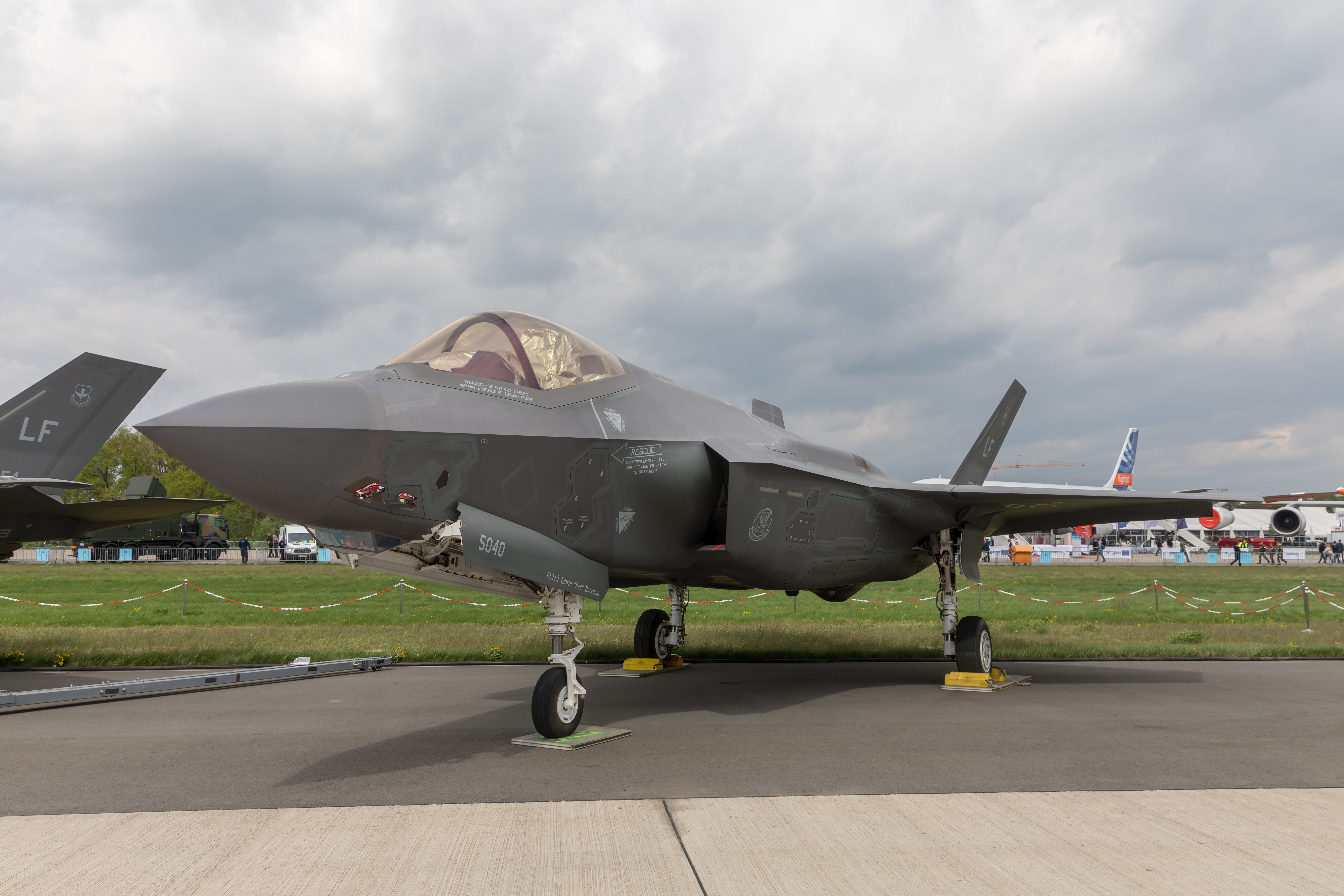
Voorkant F-35

De Lockheed Martin-F-35 Lightning II, ook bekend als de Joint Strike Fighter, is een multirole straaljager die voortgekomen is uit het Joint Strike Fighter-programma (JSF) van het Amerikaanse ministerie van defensie. Hij is bedoeld als vervanging van de F-16 en F-15. Ook is hij bedoeld als een ground strike gevechtsvliegtuig, dit in tegenstelling tot de F-22. De F-35 is, net als de andere vijfde generatie gevechtsvliegtuigen een vliegtuig met zeer geavanceerde stealth. Zolang het programma geen resultaat opleverde, werd de F-35 ook Joint Strike Fighter genoemd, maar aangezien het ontwerp van Lockheed Martin won van het ontwerp van Boeing (model X32), is de naam F-35 Lightning II gekozen. De naam van het programma werd kort daarop ook F-35 Lightning II-programma. Deze straaljager is een doorontwikkelde versie van de Lockheed Martin-X-35.
Er worden drie varianten van de F-35 geproduceerd: een standaarduitvoering (F-35A); een variant die verticaal kan landen (F-35B) en een marinevariant voor gebruik op vliegdekschepen (F-35C).

## Naamgeving
Op 7 juli 2006 werd in Fort Worth de productieversie van de JSF gepresenteerd. Tijdens de ceremonie werd ook voor het eerst de uiteindelijke naam genoemd, de F-35 Lightning II. Het vliegtuig is genoemd naar de Lockheed P-38 Lightning uit de Tweede Wereldoorlog en naar de English Electric Lightning, een Britse onderscheppingsjager uit de Koude Oorlog. Voorafgaand hieraan werden in de landen die deelnamen aan het project wedstrijden gehouden om een naam voor het vliegtuig te verzinnen. Hieruit werd de uiteindelijke naam gekozen.

## Varianten
Vanaf het begin van het JSF-project was het duidelijk dat er drie varianten zouden komen, een standaardversie, een versie voor gebruik vanaf vliegdekschepen en een STOVL (Short Take Off Vertical Landing)-variant. De drie vliegtuigen gebruiken voor meer dan 80% dezelfde onderdelen, om de kosten te beperken.
De F-35A is de gewone versie die gebouwd wordt voor de USAF en werd door de Nederlandse krijgsmacht gezien als de beste kandidaat om de F-16's van de Koninklijke Luchtmacht te vervangen. Het is de enige versie met een ingebouwd 25 mm-boordkanon, omdat hij ook de A-10 Thunderbolt II moet vervangen. Het eerste vliegtuig van de A-variant (toestel AA-1) heeft op 15 december 2006 zijn eerste vlucht gemaakt nadat de grondtests van 7 tot 12 december 2006 succesvol waren verlopen.
De F-35B is de STOVL-variant voor het USMC en de Royal Navy die verschillende versies van de Hawker Siddeley Harrier moet vervangen. Om plaats te maken voor een tweede turbine die nodig is om verticaal te kunnen landen is de aansluiting voor het bijtanken in de lucht verplaatst van het midden naar de rechterkant van de romp. Er is geen vast boordkanon; het kan wel in een aparte pod meegenomen worden. De tweede turbine wordt ontwikkeld onder de naam Rolls-Royce LiftSystem en zal een stuwkracht van 89 kN hebben.
De F-35C is de versie voor de US Navy die bedoeld is voor vliegdekoperaties. Hiervoor is deze versie uitgerust met deels opklapbare vleugels, een versterkt landingsgestel en een haak om zich vast te grijpen in de remkabels. Verder zit net als bij de B-variant de aansluiting voor bijtanken in de lucht aan de rechterkant van de romp en ontbreekt het boordkanon. Ook bij deze versie kan een kanon in een pod onder het vliegtuig gemonteerd worden mocht dit nodig zijn voor een specifieke missie.

## Techniek

### Motoren
De motor van de F-35 is de Pratt & Whitney F135. Een tweede variant, de door General Electric en Rolls-Royce ontwikkelde F136 werd vanwege gebrek aan financiële steun door het Pentagon in 2011 geschrapt. Hoewel de F-35 voor een korte tijd Mach 1,2 kan vliegen zonder gebruik te maken van een naverbrander, is de F-35-motor niet primair voor supercruising ontwikkeld.

### Bewapening

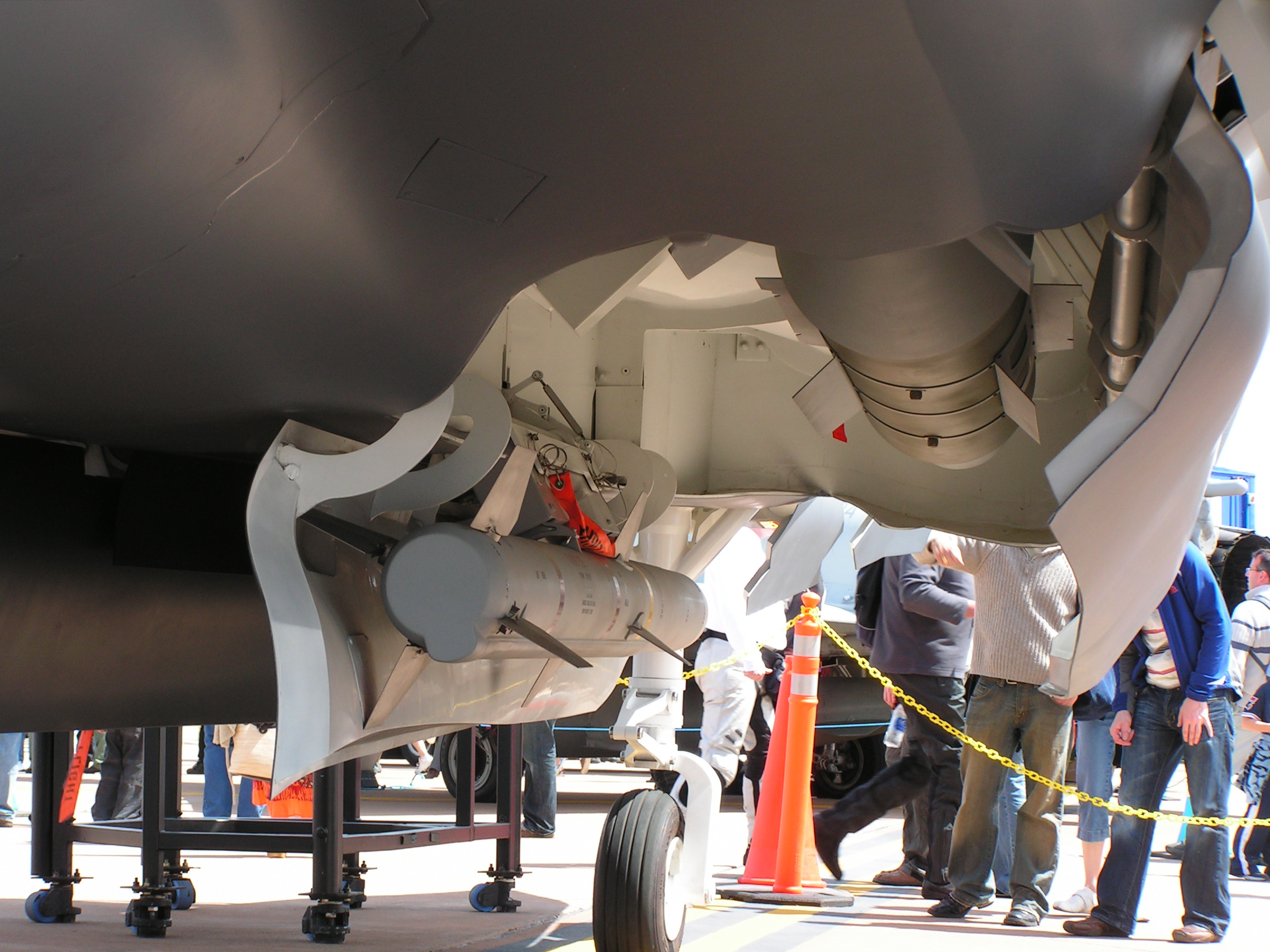
Wapenruim van de F-35.

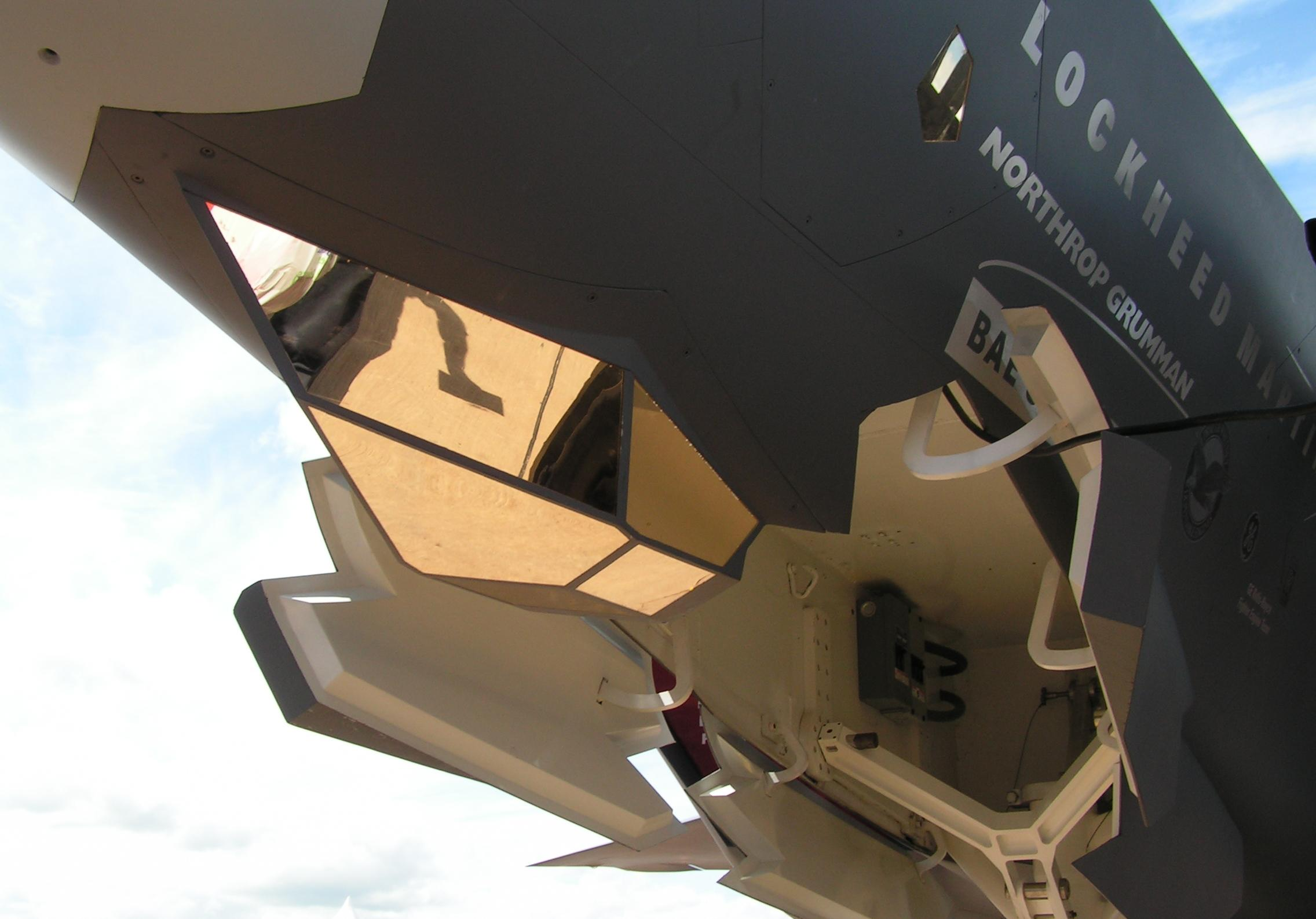
Electro-optical targeting system EOTS onder de neus van de F-35.

De F-35 kan zowel intern als extern met een uiteenlopend wapenpakket worden uitgerust. Kenmerkend is dat de wapens binnen in een bommenruim zitten in plaats van onder de vleugels te hangen. Dit beperkt zichtbaarheid op radar. Dit wapenpakket is echter afhankelijk van het type. De F-35 CV (carrier variant)-marineversie met deels opklapbare vleugels en de F-35 STOVL (short takeoff and vertical landing)-mariniersversie met verstelbare motoruitlaten zullen een ander wapenpakket dragen dan de F-35 CTOL (conventional takeoff and landing)-luchtmachtversie. Een goede indicatie omtrent de te hanteren bewapening kan uit deze referentie worden afgeleid. De Joint Strike Fighter is ontworpen met de inzet van nucleaire wapens in gedachten. De F-35A zal B61-kernwapens, zoals liggen opgeslagen op vliegbasis Volkel en vliegbasis Kleine-Brogel, kunnen dragen.

### Avionica
De F-35 beschikt over een uitgebreid avionicapakket aangevuld met verschillende sensors. De gegevens hiervan zijn echter niet openbaar. Wel bekend is het type radar dat wordt gebruikt. Het was de AN/APG-81-radar tot 2025 en de AN/APG-85 vanaf 2025, een Active electronically scanned array (AESA)-radar, die is afgeleid van de in de F-22 gebruikte AN/APG-77-radar. Beide worden geproduceerd door Northrop Grumman. Ook beschikt het toestel over een elektro-optische (infrarood) doelzoeker om doelen op de grond te vinden.

## Betrokken bedrijven
De F-35 is een internationaal project waaraan tientallen bedrijven uit de acht deelnemende landen werken. De grootste betrokken bedrijven komen uit de Verenigde Staten en het Verenigd Koninkrijk, maar ook Nederlandse bedrijven zijn betrokken bij de ontwikkeling. Twintig bedrijven, verenigd in de lobbyorganisatie NIFARP, dingen mee naar contracten met een gezamenlijke waarde van meer dan US$ 700 miljoen. Van deze bedrijven hebben er circa acht daadwerkelijk productieorders ontvangen. Eind 2011 heeft het project de Nederlandse industrie US$ 410 miljoen aan ontwikkelingswerk en US$ 127,5 miljoen aan productiewerk opgeleverd. In België zijn onder meer Ilias Solutions, SABCA, Asco Industries(titaniumonderdelen voor de vleugel van het vliegtuig), Solvay (via Amerikaanse dochter Cytec), Coexpair, Sonaca, Thales Belgium, Hexcel Composites, AMI Metals, ScioTeq en Sabena Aerospace betrokken in programma's van constructie en/of onderhoud van het Lockheed Martin F-35 programma, en verzekeren zij hier mee de bescherming van de nationale Belgische essentiële veiligheidsbelangen.
Internationaal gezien zijn de belangrijkste bedrijven Lockheed Martin als hoofdontwikkelaar, Northrop Grumman om verschillende subsystemen in het vliegtuig te integreren, British Aerospace voor het ontwerpen van het staartdeel van het vliegtuig, en de ontwikkelaars van de F135- en F136-motoren: Pratt & Whitney en het GE Rolls-Royce Fighter Engine Team. Per augustus 2006 zouden 66 Nederlandse bedrijven direct of indirect profiteren van de ontwikkeling van de F-35. Deze zijn verenigd in het NIFARP.
Leonardo’s Aircraft Division is verantwoordelijk voor productie, onderhoud en upgrade van de F-35's in Europa. Op de Italiaanse vliegbasis Cameri is de Final Assembly and Check Out (FACO) gevestigd. Hier worden de 40 Noorse, 90 Italiaanse en 37 Nederlandse F-35's geassembleerd. In een later stadium volgen de versies voor andere landen.

## Gebruikers
In 2001 koos de Nederlandse staat de F-35 CTOL-versie in principe reeds als vervanger van de F-16's, na jarenlange discussie over het al dan niet participeren in de ontwikkelingskosten. Dit leidde tot grote politieke controverse. Uiteindelijk besliste het kabinet-Rutte I over de definitieve aankoop van voorlopig 37 toestellen. Deze worden per 2019 gefaseerd ingevoerd. Op 31 oktober 2019 landde de eerste Nederlandse F-35 voor operationeel gebruik op Vliegbasis Leeuwarden. Een kleine maand later, op 27 november, maakte deze straaljager zijn eerste operationele vlucht.
Nederland krijgt uiteindelijk 58 F-35's. Nu zijn er 40 (stand 1 september 2024). Daarvan zijn er 32 verdeeld over vliegbasis Leeuwarden en Volkel en 8 toestellen staan op Luke Air Force Base in de Amerikaanse staat Arizona.
De Belgische regering nam geen deel aan het ontwikkelingsprogramma voor de nieuwe straaljager maar heeft in 2018 beslist om 34 nieuwe F-35's aan te schaffen om de oude F-16's te vervangen. In 2025 werd de eerste bestelling aangevuld met een intentieverklaring 11 bijkomende toestellen aan te schaffen, wat het totaal op 45 zal brengen.
De vliegbasis Florennes en vliegbasis Kleine-Brogel worden daartoe aangepast. De F-35 zou het nodig maken om burgerluchtvaart ten oosten van Kleine Brogel stil te leggen. De eerste acht toestellen van de levering worden ingezet op de United States Air Force vliegbasis Luke Air Force Base voor de opleiding van de Belgische piloten en technici. De eerste van die acht toestellen, met de TR-3 Block 4 upgrade, werd op Luke AFB geleverd op 3 december 2024. In februari 2025 landde het achtste toestel daar. De eerste toestellen in België worden in oktober 2025 in Florennes verwacht, in 2027 volgen de eerste leveringen voor Kleine-Brogel.
Andere Europese regeringen die reeds tot aanschaf hebben besloten zijn de Deense regering (27x F-35 CTOL); de Finse regering (64 x F-35 CTOL); de Italiaanse regering (15x F-35 CTOL en 15x F-35 CV); de Noorse regering (40x F-35 CTOL); de Britse regering (90x F-35 CTOL en 30x F-35 STOVL) en de Poolse regering (32x F-35 CTOL). In juni 2025 bestelde de Britse regering nog eens twaalf F-35A toestellen die kernwapens kunnen meenemen.
Spanje had ook voorzichtig interesse getoond, maar besloot begin augustus 2025 de focus te verleggen naar in Europa geproduceerde vliegtuigen. In plaats van de F-35 gaat het land een keuze maken uit twee Europese alternatieven, de Eurofighter Typhoon of het Future Combat Air System (FCAS).
| Gebruiker                          | In dienst | Besteld | Gepland |
| ---------------------------------- | --------- | ------- | ------- |
| F-35A                              |           |         |         |
| Royal Australian Air Force         | 24*       | 72      | 100     |
| Italiaanse Luchtmacht              | 1*        | 7       | 60      |
| Japanse Luchtzelfverdedigingsmacht | -         | -       | 105     |
| Nederlandse Koninklijke Luchtmacht | 26*       | 46      | 52      |
| Koninklijke Deense luchtmacht      | -         | -       | 27      |
| Finse luchtmacht                   | -         | -       | 64      |
| Koninklijke Noorse Luchtmacht      | 6         | 40      | 52      |
| Turkse Luchtmacht                  | 2         | 30      | 100     |
| United States Air Force            | 283       | 60      | 1763    |
| Koreaanse Luchtmacht               | -         | -       | 40      |
| Belgische Luchtcomponent           | 8         | 34      | 45      |
| Luchtmacht van de Poolse Republiek | -         | 32      | 32      |
| Koninklijke Canadese Luchtmacht    | -         | 88      | 88      |
| F-35B                              |           |         |         |
| Italiaanse Luchtmacht              | 2         | -       | 15      |
| Italiaanse Marine                  | 3         | -       | 15      |
| Republic of Singapore Air Force    | -         | -       | 4       |
| Royal Air Force Royal Navy         | 4*        | 14      | 138     |
| United States Marine Corps         | -         | -       | 340     |
| F-35C                              |           |         |         |
| United States Marine Corps         | -         | -       | 80      |
| United States Navy                 | -         | -       | 260     |
| F-35I                              |           |         |         |
| Israëlische Luchtmacht             | 9         | 50      | 72      |

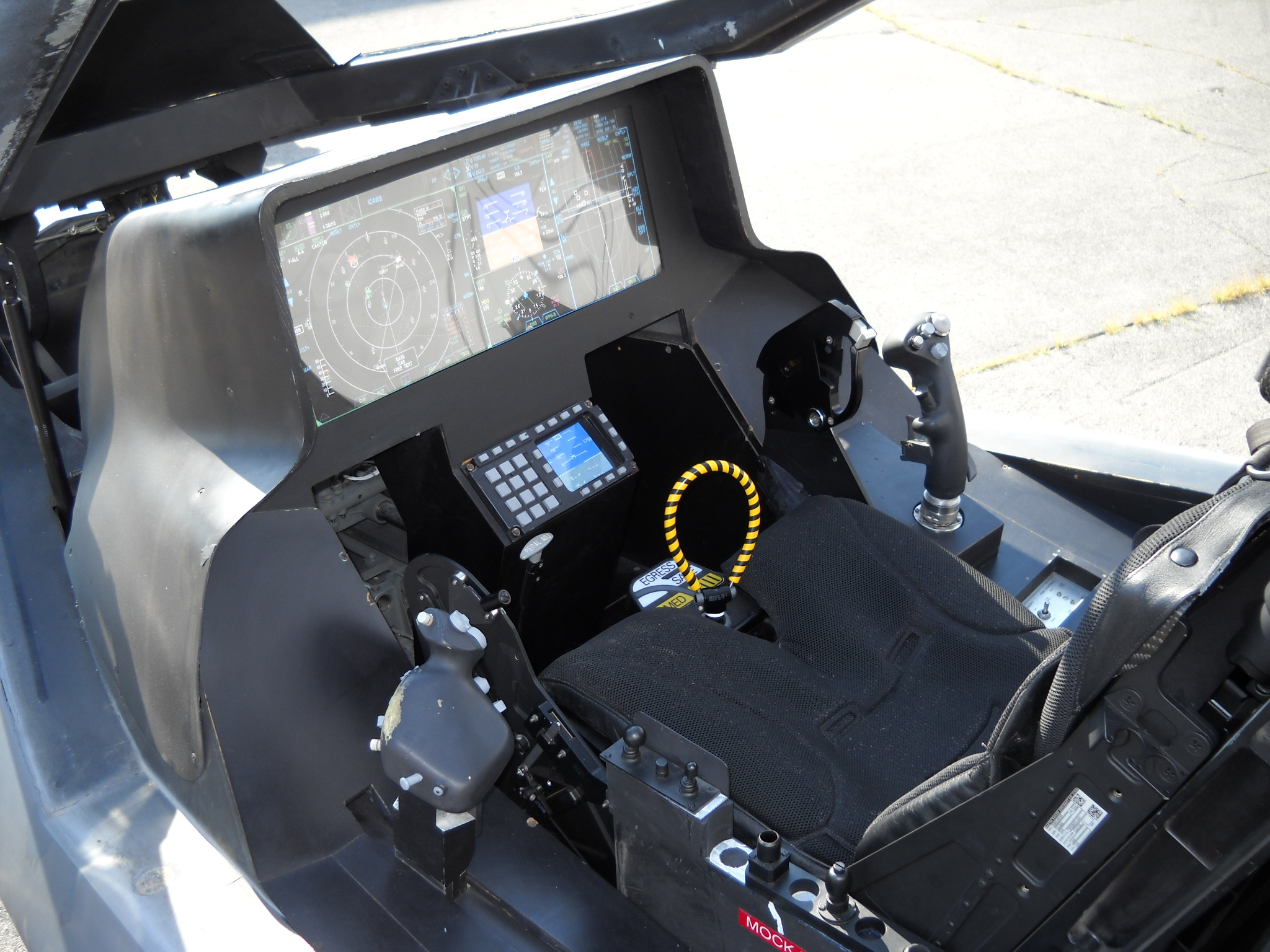
F-35 cockpit (model)

* een aantal staat voor opleiding in de VS.

## Prijs
Sinds het eerste lot zijn de prijzen van de F-35A, F-35B en F-35C met 70% verminderd. In januari 2021 waren de prijzen voor de toestellen bij de bijbehorende lots als volgt:
| Variant | Lot 12          | Lot 13          | Lot 14          |
| Variant | (× US$ miljoen) | (× US$ miljoen) | (× US$ miljoen) |
| ------- | --------------- | --------------- | --------------- |
| F-35 A  | 82,4            | 79,2            | 77,9            |
| F-35 B  | 108,0           | 104,8           | 101,3           |
| F-35 C  | 103,1           | 98,1            | 94,4            |

Dit zijn geen totaalprijzen. Bij de genoemde prijzen komen namelijk nog extra kosten. In de VS kwamen hier zo bijvoorbeeld nog de Congressional Plus-ups bij. Op basis van deze wet worden bepaalde bedragen toegeschreven aan een specifiek project, programma of organisatie. Voor de Amerikanen waren de uiteindelijke kosten voor de varianten bij lot 14:

F-35 A: US$ 89,3 miljoen

F-35 B: US$ 115,5 miljoen

F-35 C: US$ 108,8 miljoen

## Operationele inzet
In mei 2018 werd de F-35 voor het eerst ingezet bij gevechtshandelingen. De Israëlische Luchtmacht voerde ten minste twee luchtaanvallen uit op militaire doelwitten van Iran en Hezbollah in Syrië.
De eerste gevechtsmissie van de Verenigde Staten met een F-35 was op 27 september 2018 in Afghanistan. Toen werd de Taliban aangevallen met een F-35B. De vliegtuigen vertrokken van het amfibisch aanvalsschip de USS Essex in de Arabische Zee.

## Inzetbaarheid
In september 2023 publiceerde de U.S. Government Accountability Office een rapport over de inzetbaarheid van Amerikaanse F-35 toestellen. In maart 2023 was 55% van alle toestellen geschikt om een of meer gevechtstaken naar behoren uit te voeren. Door een tekort aan onderdelen en gekwalificeerd personeel waren defecte toestellen langer dan gewenst in reparatie. In februari 2023 duurde een reparatie gemiddeld 141 dagen, terwijl zestig dagen het gewenste doel was. 